# Salaunes
Salaunes ist eine französische Gemeinde im Département Gironde in der Region Nouvelle-Aquitaine mit 1.244 Einwohnern (Stand: 1. Januar 2022). Sie gehört zum Arrondissement Lesparre-Médoc und zum Kanton Le Sud-Médoc (bis 2015: Kanton Castelnau-de-Médoc). 

## Geografie
Salaunes liegt etwa 22 Kilometer nordwestlich von Bordeaux im Médoc. Das Gemeindegebiet gehört zum Regionalen Naturpark Médoc. Umgeben wird Salaunes von den Nachbargemeinden Castelnau-de-Médoc im Norden, Avensan im Nordosten, Saint-Aubin-de-Médoc im Osten, Saint-Médard-en-Jalles im Süden und Südosten, Le Temple im Südwesten sowie Sainte-Hélène im Westen und Nordwesten.
Durch die Gemeinde führt die frühere Route nationale 215 (heutige D1215).

## Bevölkerung
| Jahr      | 1954 | 1962 | 1968 | 1975 | 1982 | 1990 | 1999 | 2006 | 2017  |
| --------- | ---- | ---- | ---- | ---- | ---- | ---- | ---- | ---- | ----- |
| Einwohner | 253  | 310  | 342  | 397  | 579  | 561  | 571  | 668  | 1.066 |

## Sehenswürdigkeiten
- Kirche Notre-Dame, erbaut 1865 (siehe auch: Liste der Monuments historiques in Salaunes)

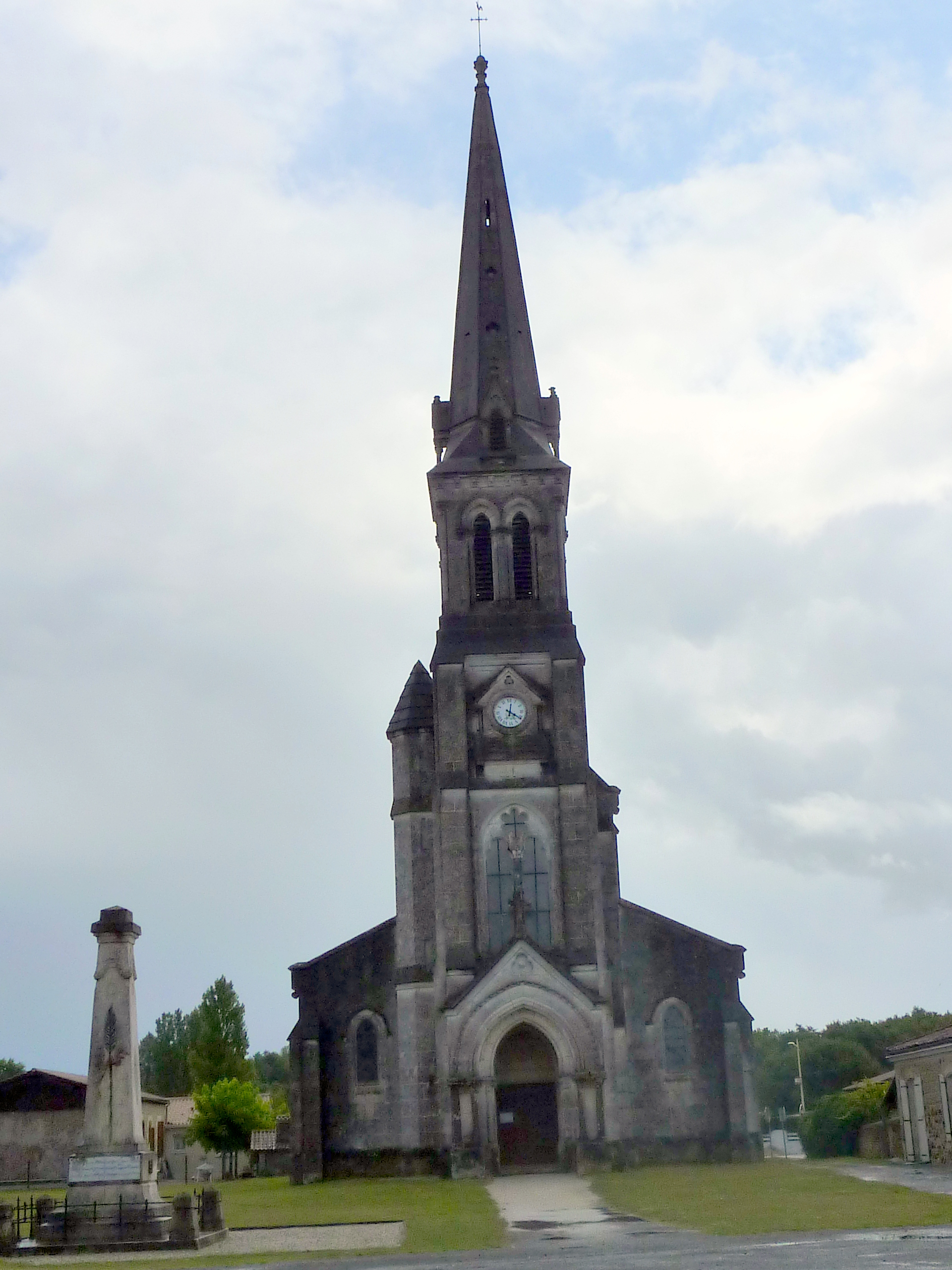
Kirche Notre-Dame